# 列卡度·艾維斯·彭利拿
列卡度·艾華斯·彭利拿（Ricardo Alves Pereira，1988年8月8日—）一般称作列卡甸奴，生于諾普，巴西职业足球运动员，现效力FC東京。

## 球會生涯
他首場職業比賽是2005年8月20日帕拉尼恩斯在主場以4-2擊敗聖保羅。2007年7月24日，FC達拉斯宣布，他將借用該將。他在達拉斯首次上場是在7月7日對墨西哥球會UANL泰格雷斯。

## 國際賽生涯
他曾入選巴西U16、U17、U18和U20。

## 連結
- （葡萄牙文） CBF
- （英文） Ricardinho FC Dallas profile